# Cardite reumática
A cardite reumática é a complicação mais frequente e mais grave das cardiopatias reumáticas, podendo envolver uma, duas ou as três camadas do coração, levando em alguns casos à morte do paciente, pois o diagnóstico é muito difícil de ser obtido.